# Benifaió
Benifaió – gmina w Hiszpanii, w prowincji Walencja, we wspólnocie autonomicznej Walencja, o powierzchni 20,15 km². W 2011 roku liczyła 11 965 mieszkańców.

## Współpraca
- Valmontone, Włochy